# Kamendaka ifeana
Kamendaka ifeana är en insektsart som beskrevs av Synave 1971. Kamendaka ifeana ingår i släktet Kamendaka och familjen Derbidae. Inga underarter finns listade i Catalogue of Life.